# ステファニア・サンドレッリ
ステファニア・サンドレッリ（Stefania Sandrelli, 1946年6月5日 - ）は、イタリアのティレニア海沿岸のヴィアレッジョ出身の女優。
父親は小ホテルの経営者。商業学校を卒業後、バレエダンサーを目指してバレエ学校に入学。1959年に地元の水着コンテストでミス・ニンフェットの第2位に入賞したのをきっかけにモデルとなり、1961年に『GIOVENTU DI NOTTE』で映画デビュー。ピエトロ・ジェルミ作品の『イタリア式離婚狂想曲』や『誘惑されて棄てられて』で若手の演技派スターとして認められる。その後はベルナルド・ベルトルッチやエットーレ・スコラの作品などに登場。1980年代以降はエロティシズムを題材にした映画で大胆なポーズを見せる。
1965年に未婚のまま生んだ娘のアマンダ・サンドレッリも女優。

## 受賞歴
- 『山いぬ』でサン・セバスチャン映画祭最優秀女優賞
- 『ミニョンにハートブレイク』でドナテッロ賞主演女優賞
- 『星降る夜のリストランテ』でナストリ・ダルジェント賞助演女優賞

## 主な出演作品
- イタリア式離婚狂想曲 Divorzio all'italiana  (1961)
- 誘惑されて棄てられて Sedotta e abbandonata  (1964)
- タヒチの男 Tendre voyou  (1966)
- ヨーロッパ式クライマックス Immorale, L'  (1967)
- 山いぬ Amante di Gramigna, L'  (1969)
- 暗殺の森 Conformista, Il  (1970)
- タランチュラ Tarantola dal ventre nero, La  (1971)
- アルフレード　アルフレード alfredo, Alfredo  (1972)
- あんなに愛しあったのに C'eravamo tanto amati  (1974)
- ミラノの恋人 Delitto D'amore  (1974)
- 真夜中の刑事 Police Python 357  (1976)
- 1900年 Novecento  (1976)
- デシデーリア＝欲望 The Desideria: La vita interiore  (1980)
- 蒼い本能 Disubbidienza, La  (1981)
- 鍵 Chiave, La  (1983)
- 女テロリストの秘密 The Segreti segreti  (1985)
- 女たちのテーブル Speriamo che sia femmina  (1986)
- 愛欲の白い肌 D'Annunzio (1987）
- ラ・ファミリア Famiglia, La  (1987)
- ハモンハモン Jamón, jamón  (1992)
- 愛の奴隷 Of Love and Shadows  (1994)
- 魅せられて Stealing Beauty  (1996)
- タオ Teo  (1997)
- 星降る夜のリストランテ Cena ,La  (1998)
- 裸のマハ Volaverunt  (1999)
- ラ・パッショーネ La passione  (2010)
- 家族にサルーテ!イスキア島は大騒動 A casa tutti bene  (2018)